# Kabinett Tusk I

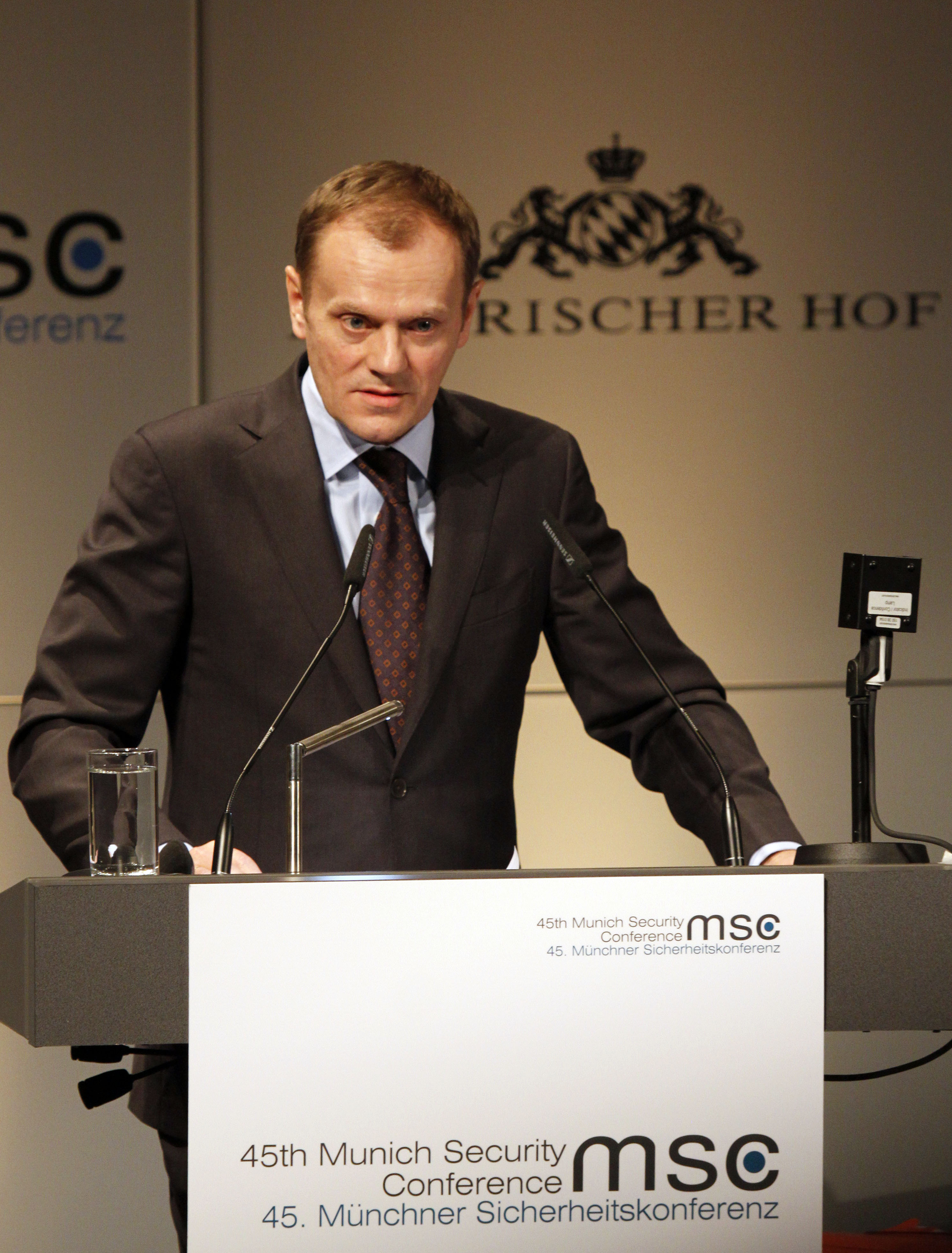
Donald Tusk

Das Kabinett Tusk I bildete vom 16. November 2007 bis 18. November 2011 unter Leitung von Donald Tusk die Regierung der Republik Polen. Der Sejm erteilte der Regierung das Vertrauensvotum am 24. November 2007. Das Kabinett ist nach dem Zusammentreten des Sejm der VII. Wahlperiode entsprechend der Verfassung zurückgetreten.
Während der polnischen EU-Ratspräsidentschaft im zweiten Halbjahr 2011 haben die Mitglieder des Kabinetts Tusk den Vorsitz in den verschiedenen Formationen des Rats der Europäischen Union inne.

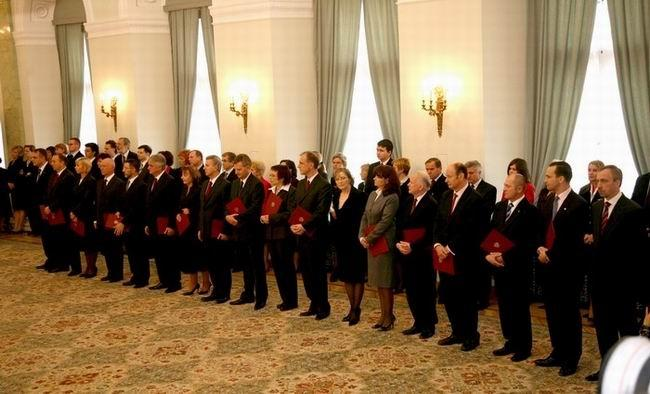
Das Kabinett Tusk bei der Vereidigung durch Präsident Lech Kaczyński im Warschauer Präsidentenpalast

| Amt                                                           | Name                  | Amtszeit                |
| ------------------------------------------------------------- | --------------------- | ----------------------- |
| Ministerratspräsident                                         | Donald Tusk           | 16.11.2007 – 18.11.2011 |
|                                                               |                       |                         |
| Vizepräsident des Ministerrats                                | Grzegorz Schetyna     | 16.11.2007 – 13.10.2009 |
| Vizepräsident des Ministerrats                                | Waldemar Pawlak       | 16.11.2007 – 18.11.2011 |
| Minister für Landwirtschaft und ländliche Entwicklung         | Marek Sawicki         | 16.11.2007 – 18.11.2011 |
| Minister für Kultur und nationales Erbe                       | Bogdan Zdrojewski     | 16.11.2007 – 18.11.2011 |
| Wirtschaftsminister                                           | Waldemar Pawlak       | 16.11.2007 – 18.11.2011 |
| Umweltminister                                                | Maciej Nowicki        | 16.11.2007 – 01.02.2010 |
| Umweltminister                                                | Andrzej Kraszewski    | 02.02.2010 – 18.11.2011 |
| Finanzminister                                                | Jan Vincent-Rostowski | 16.11.2007 – 18.11.2011 |
| Außenminister                                                 | Radosław Sikorski     | 16.11.2007 – 18.11.2011 |
| Gesundheitsminister                                           | Ewa Kopacz            | 16.11.2007 – 18.11.2011 |
| Minister für Infrastruktur                                    | Cezary Grabarczyk     | 16.11.2007 – 18.11.2011 |
| Innenminister                                                 | Grzegorz Schetyna     | 16.11.2007 – 13.10.2009 |
| Innenminister                                                 | Jerzy Miller          | 14.10.2009 – 18.11.2011 |
| Justizminister                                                | Zbigniew Ćwiąkalski   | 16.11.2007 – 21.01.2009 |
| Justizminister                                                | Andrzej Czuma         | 23.01.2009 – 13.10.2009 |
| Justizminister                                                | Krzysztof Kwiatkowski | 14.10.2009 – 18.11.2011 |
| Minister für Arbeit und Soziales                              | Jolanta Fedak         | 16.11.2007 – 18.11.2011 |
| Verteidigungsminister                                         | Bogdan Klich          | 16.11.2007 – 02.08.2011 |
| Verteidigungsminister                                         | Tomasz Siemoniak      | 02.08.2011 – 18.11.2011 |
| Erziehungsminister                                            | Katarzyna Hall        | 16.11.2007 – 18.11.2011 |
| Minister für regionale Entwicklung                            | Elżbieta Bieńkowska   | 16.11.2007 – 18.11.2011 |
| Wissenschaftsminister                                         | Barbara Kudrycka      | 16.11.2007 – 18.11.2011 |
| Minister für Tourismus und Sport                              | Mirosław Drzewiecki   | 16.11.2007 – 13.10.2009 |
| Minister für Tourismus und Sport                              | Adam Giersz           | 14.10.2009 – 18.11.2011 |
| Schatzminister                                                | Aleksander Grad       | 16.11.2007 – 18.11.2011 |
| Minister (ohne Geschäftsbereich)                              | Zbigniew Derdziuk     | 16.11.2007 – 13.01.2009 |
| Minister (ohne Geschäftsbereich)                              | Michał Boni           | 15.01.2009 – 18.11.2011 |
| Minister, Leiter des Komitees für Europäische Integration     | Donald Tusk           | 16.11.2007 – 31.12.2009 |
| Minister, Leiter des Komitees für Europäische Angelegenheiten | Radosław Sikorski     | 01.01.2010 – 18.11.2011 |
| Minister, Bevollmächtigter der Regierung                      | Zbigniew Ćwiąkalski   | 16.11.2007 – 21.01.2009 |
| Minister, Bevollmächtigter der Regierung                      | Andrzej Czuma         | 23.01.2009 – 13.10.2009 |
| Minister, Bevollmächtigter der Regierung                      | Krzysztof Kwiatkowski | 14.10.2009 – 30.03.2010 |